# 54e cérémonie des British Academy Film Awards
Pour la cérémonie des BAFTAs récompensant la télévision, voir la 48e cérémonie des British Academy Television Awards.
La 54e cérémonie des British Academy Film Awards, organisée par la British Academy of Film and Television Arts, s'est déroulée le 25 février 2001 et a récompensé les films sortis en 2000.

## Palmarès

### Meilleur film
- Gladiator
  - Billy Elliot
  - Erin Brockovich, seule contre tous (Erin Brockovich)
  - Presque célèbre (Almost Famous)
  - Tigre et Dragon (臥虎藏龍, Wò Hǔ Cáng Lóng)

### Meilleur film britannique
Alexander Korda Award.
- Billy Elliot
  - Chez les heureux du monde (The House of Mirth)
  - Transit Palace (Last Resort)
  - Chicken Run
  - Sexy Beast

### Meilleur réalisateur
David Lean Award.
- Ang Lee pour Tigre et Dragon (臥虎藏龍, Wò Hǔ Cáng Lóng)
  - Stephen Daldry pour Billy Elliot
  - Steven Soderbergh pour Traffic
  - Steven Soderbergh pour Erin Brockovich, seule contre tous (Erin Brockovich)
  - Ridley Scott pour Gladiator

### Meilleur acteur
- Jamie Bell pour le rôle de Billy Elliot dans Billy Elliot
  - Russell Crowe pour le rôle de Maximus Décimus Méridius dans Gladiator
  - Michael Douglas pour le rôle de Grady Tripp dans Wonder Boys
  - Tom Hanks pour le rôle de Chuck Noland dans Seul au monde  (Cast Away)
  - Geoffrey Rush pour le rôle du marquis de Sade dans Quills, la plume et le sang (Quills)

### Meilleure actrice
- Julia Roberts pour le rôle d'Erin Brockovich dans Erin Brockovich, seule contre tous (Erin Brockovich)
  - Juliette Binoche pour le rôle de Vianne Rocher dans Le Chocolat (Chocolat)
  - Kate Hudson pour le rôle de Penny Lane dans Presque célèbre (Almost Famous)
  - Hilary Swank pour le rôle de Teena Brandon dans Boys Don't Cry
  - Michelle Yeoh pour le rôle de Yui Shui Lien dans Tigre et Dragon (臥虎藏龍, Wò Hǔ Cáng Lóng)

### Meilleur acteur dans un second rôle
- Benicio del Toro pour le rôle de Javier Rodriguez dans Traffic
  - Joaquin Phoenix pour le rôle de Commode dans Gladiator
  - Albert Finney pour le rôle d'Ed Masry dans Erin Brockovich, seule contre tous (Erin Brockovich)
  - Gary Lewis pour le rôle du Père de Billy dans Billy Elliot
  - Oliver Reed pour le rôle d'Antonius Proximo dans Gladiator

### Meilleure actrice dans un second rôle
- Julie Walters pour le rôle de Mme Wilkinson dans Billy Elliot
  - Judi Dench pour le rôle d'Armande Voizin dans Le Chocolat (Chocolat)
  - Frances McDormand pour le rôle d'Elaine Miller dans Presque célèbre (Almost Famous)
  - Lena Olin pour le rôle de Josephine Muscat dans Le Chocolat (Chocolat)
  - Zhang Ziyi pour le rôle de Yu Jiao Long dans Tigre et Dragon (臥虎藏龍, Wò Hǔ Cáng Lóng)

### Meilleur scénario original
- Presque célèbre (Almost Famous) – Cameron Crowe
  - Billy Elliot – Lee Hall
  - Erin Brockovich, seule contre tous (Erin Brockovich) – Susannah Grant
  - Gladiator – David Franzoni, John Logan et William Nicholson
  - O'Brother (O Brother, Where Art Thou?) – Ethan et Joel Coen

### Meilleur scénario adapté
- Traffic – Stephen Gaghan
  - High Fidelity – D.V. DeVincentis, Steve Pink, John Cusack & Scott Rosenberg
  - Le Chocolat (Chocolat) – Robert Nelson Jacobs
  - Tigre et Dragon (臥虎藏龍, Wò Hǔ Cáng Lóng) – James Schamus, Wang Hui-Ling & Tsai Kuo-Jung
  - Wonder Boys – Steve Kloves

### Meilleure direction artistique
- Gladiator – Arthur Max
  - Tigre et Dragon (臥虎藏龍, Wò Hǔ Cáng Lóng) – Tim Yip
  - Quills, la plume et le sang – Martin Childs
  - Le Chocolat (Chocolat) – David Gropman
  - O'Brother (O Brother, Where Art Thou?) – Dennis Gassner

### Meilleurs costumes
- Tigre et Dragon (臥虎藏龍, Wò Hǔ Cáng Lóng)
  - Le Chocolat (Chocolat)
  - Gladiator
  - Quills, la plume et le sang (Quills)
  - Chez les heureux du monde (The House of Mirth)

### Meilleurs maquillages et coiffures
- Le Grinch (How the Grinch Stole Christmas!)
  - Quills, la plume et le sang (Quills)
  - Gladiator
  - Le Chocolat (Chocolat)
  - Tigre et Dragon (臥虎藏龍, Wò Hǔ Cáng Lóng)

### Meilleure photographie
- Gladiator – John Mathieson
  - Le Chocolat (Chocolat) – Roger Pratt
  - Billy Elliot – Brian Tufano
  - O'Brother (O Brother, Where Art Thou?) – Roger Deakins
  - Tigre et Dragon (臥虎藏龍, Wò Hǔ Cáng Lóng) – Peter Pau

### Meilleur montage
- Gladiator – Pietro Scalia
  - Billy Elliot – John Wilson
  - Traffic – Stephen Mirrione
  - Tigre et Dragon (臥虎藏龍, Wò Hǔ Cáng Lóng) – Tim Squyres
  - Erin Brockovich, seule contre tous (Erin Brockovich) – Anne V. Coates

### Meilleurs effets visuels
- En pleine tempête
  - Tigre et Dragon (臥虎藏龍, Wò Hǔ Cáng Lóng)
  - Gladiator
  - Vertical Limit
  - Chicken Run

### Meilleur son
- Presque célèbre (Almost Famous) – Doug Hemphill, Rick Kline, Paul Massey, Jeff Wexler et Michael D. Wilhoit
  - Billy Elliot
  - En pleine tempête (The Perfect Storm)
  - Gladiator
  - Tigre et Dragon (臥虎藏龍, Wò Hǔ Cáng Lóng)

### Meilleure musique de film
Anthony Asquith Award
- Tigre et Dragon (臥虎藏龍, Wò Hǔ Cáng Lóng) – Tan Dun
  - Gladiator – Hans Zimmer et Lisa Gerrard
  - Billy Elliot – Stephen Warbeck
  - O'Brother (O Brother, Where Art Thou?) – T-Bone Burnett et Carter Burwell
  - Presque célèbre (Almost Famous) – Nancy Wilson

### Meilleur film en langue étrangère
- Tigre et Dragon (臥虎藏龍, Wò Hǔ Cáng Lóng) •  Taïwan  Hong Kong  États-Unis  Chine (en mandarin)
  - Harry, un ami qui vous veut du bien •  France (en français)
  - Malèna •  Italie (en italien)
  - La Fille sur le pont •  France (en français)
  - In the Mood for Love (Fa yeung nin wa) •  Hong Kong  Chine  France (en cantonais, shanghaïen et français)

### Meilleur court-métrage
- Shadowscan – Gary Holding, Justine Leahy, Tinge Krishnan
  - The Last Post – Lee Santana, Dominic Santana
  - Sweet – Rob Mercer, James Pilkington
  - Going Down – Soledad Gatti-Pascual, Tom Shankland, Jane Harris
  - Je t'aime John Wayne – Luke Morris, Toby Macdonald, Luke Ponte

### Meilleur court-métrage d'animation
- Father And Daughter – Claire Jennings, Willem Thijssen, Michael Dudok De Wit
  - Six Of One – Phil Davies, Tim Webb
  - Cloud Cover – Lisbeth Svärling
  - Lounge Act – Teun Hilte, Gareth Love

### Meilleur nouveau scénariste, réalisateur ou producteur britannique
Carl Foreman Award.
- Pawel Pawlikowski – Transit Palace (Last Resort)
  - Mark Crowdy – Saving Grace
  - Stephen Daldry – Billy Elliot
  - Simon Cellan-Jones – Some Voices
  - Lee Hall – Billy Elliot

### Meilleure contribution au cinéma britannique
Michael Balcon Award.
- Mary Selway

### Audience Award
Ou Orange Film of the Year. Résulte d'un vote du public.
- Gladiator

### Fellowship Award
Prix d'honneur de la BAFTA, récompense la réussite dans les différentes formes du cinéma.
- Albert Finney
- John Thaw
- Judi Dench

## Récompenses et nominations multiples

### Nominations multiples

#### Films
14 : Gladiator
14 : Tigre et Dragon
13 : Billy Elliot
8 : Le Chocolat
6 : Presque célèbre, Erin Brockovich, seule contre tous
4 : O'Brother, Quills, la plume et le sang, Traffic
2 : En pleine tempête, Chez les heureux du monde, Wonder Boys, Chicken Run

#### Personnalités
2 : Steven Soderbergh

### Récompenses multiples
Légende : Nombre de récompenses/Nombre de nominations

#### Films
4 / 14 : Gladiator
4 / 14 : Tigre et Dragon
3 / 13 : Billy Elliot
2 / 4 : Traffic
2 / 6 : Presque célèbre

### Les grands perdants
0 / 8 : Le Chocolat
0 / 4 : O'Brother, Quills, la plume et le sang